# Woodes Rogers
Woodes Rogers (ur. ok. 1679, zm. 1732 w Nassau) – brytyjski gubernator Bahamów, a wcześniej korsarz w służbie brytyjskiej. 

## Życiorys
Bahamska wyspa New Providence stała się w XVII wieku nominalnie stolicą archipelagu, a jej ośrodkiem (i jednocześnie schronieniem dla piratów) niewielkie miasteczko, w roku 1695 nazwane przez holenderskich kupców Nassau. Od lat 1680., tj. w okresie wojny brytyjsko-hiszpańskiej Nassau, ze względu na dogodne kotwicowisko w zatoce, stało się ośrodkiem działania kaprów brytyjskich, ale rajdy floty hiszpańskiej w latach 1703–1706 uczyniły bazę bezużyteczną. Gdy jednak zawarty został traktat pokojowy piraci wrócili. Jako pierwszy zjawił się Henry Jennings w roku 1716, a za nim osławiony Edward Thatch, Charles Vane, Jack Rackam, Benjamin Hornigold i ponad pięciuset innych morskich rozbójników.
Jednym z bardziej znanych kaprów brytyjskich był Woodes Rogers, wsławiony m.in. najazdem łupieżczym na hiszpańskie miasto Guayaquil w Ekwadorze. Po wojnie wrócił do Anglii i pracy w Admiralicji Gdy do dalekiego Londynu dotarły wieści o odrodzeniu się pirackiej bazy, rząd brytyjski zdecydował się podjąć zdecydowane działania i mianował gubernatorem Bahamów Rogersa jako człowieka, który na problemie piractwa znał się najlepiej.
W lipcu 1718 roku trzy okręty wojenne Rogersa weszły do zatoki w Nassau. Wielu piratów zdołało uciec (Charles Vane dodatkowo ostrzelał okręt flagowy gubernatora), wielu jednak (jak Jennings i Hornigold) skorzystało z amnestii ogłoszonej przez Rogersa i zeszło z drogi przestępstwa. Wkrótce gubernator mianował Hornigolda swym zastępcą i głównym łowcą piratów, co już w grudniu zaowocowało masowymi wyrokami śmierci.
Bez piratów, którzy sprzedawali tu swe łupy, Nassau zeszło do roli ubogiej osady rybackiej, mimo wysiłków gubernatora Rogersa. Dopiero budowa portu i fortyfikacji oraz sprowadzenie na New Providence kilkutysięcznego garnizonu poprawiło byt miasteczka. Nigdy już jednak (aż po gwałtowny rozwój turystyki w XX wieku) nie osiągnęło takiego bogactwa jak w latach 1716-1718.
Rogers zmarł w Nassau w roku 1732.